# Pavonia schrankii
Pavonia schrankii là một loài thực vật có hoa trong họ Cẩm quỳ. Loài này được Spreng. mô tả khoa học đầu tiên năm 1826.